# Cut and Shoot
Cut and Shoot és una població dels Estats Units a l'estat de Texas. Segons el cens del 2000 tenia 1.158 habitants.

## Demografia
Segons el cens del 2000, Cut and Shoot tenia 1.158 habitants, 389 habitatges, i 324 famílies. La densitat de població era de 164,4 habitants/km².
Dels 389 habitatges en un 37,5% hi vivien nens de menys de 18 anys, en un 72,5% hi vivien parelles casades, en un 9,3% dones solteres, i en un 16,5% no eren unitats familiars. En el 13,4% dels habitatges hi vivien persones soles el 5,4% de les quals corresponia a persones de 65 anys o més que vivien soles. El nombre mitjà de persones vivint en cada habitatge era de 2,98 i el nombre mitjà de persones que vivien en cada família era de 3,24.
Per edats la població es repartia de la següent manera: un 29,1% tenia menys de 18 anys, un 7,6% entre 18 i 24, un 29,3% entre 25 i 44, un 23,1% de 45 a 60 i un 10,9% 65 anys o més.
L'edat mediana era de 35 anys. Per cada 100 dones de 18 o més anys hi havia 97,4 homes.
La renda mediana per habitatge era de 40.455 $ i la renda mediana per família de 47.404 $. Els homes tenien una renda mediana de 36.719 $ mentre que les dones 20.833 $. La renda per capita de la població era de 15.482 $. Aproximadament el 5,7% de les famílies i el 8,9% de la població estaven per davall del llindar de pobresa.

## Poblacions més properes
El següent diagrama mostra les poblacions més properes.